# 甲基叔戊基醚
甲基叔戊基醚，缩写TAME，简称甲叔戊醚，是一种醚类有机化合物，结构简式CH3OC(CH3)2CH2CH3，是石腦油的成分之一，有醚的氣味。